# Роберту Леал
Роберту Леал (порт. Roberto Leal), настоящее имя — Антониу Жуакин Фернандеш (порт. António Joaquim Fernandes; 27 ноября 1951, Вале-да-Порка, Португалия — 15 сентября 2019, Сан-Паулу, Бразилия) — португальский и бразильский певец, композитор и актёр. За свою 45-летнюю карьеру он продал почти 25 миллионов экземпляров дисков. Тридцать его альбомов стали золотыми, пять — платиновыми.  

## Биография
Антониу Жуакин Фернандеш родился в Маседу-ди-Кавалейруш (округ Браганса) и эмигрировал в Бразилию в возрасте одиннадцати лет, в 1962 году, вместе со своими родителями и девятью братьями и сёстрами. В Сан-Паулу работал сапожником и продавцом сладостей и начал свою музыкальную карьеру как исполнитель фаду.

## Карьера

### 1971–2006
В 1971 году, участвуя в телепрограмме «Discoteca do Chacrinha», Роберту Леал исполнил песню «Arrebita», что стало его первым большим успехом. Леал завоевал популярность после выступлений в нескольких бразильских телепрограммах.
В 1978 году Леал сыграл самого себя в фильме «Чудо: сила веры» режиссёра Эркулеса Брезегелу. В этом фильме также снимались Шакринья, Элке Маравилья и Лолита Родригес.
Роберту Леал исполнял поп-музыку, а также португальские и бразильские народные песни. Часто он писал музыку сам или в соавторстве со своей женой Марсией Лусией.
Леал также был ведущим программы на радиостанции Capital de São Paulo и работал на португальском телеканале канале TVI и на бразильских телеканалах TV Gazeta и Rede Vida.

### 2007–2018
В 2007 году Леал выпустил альбом «Canto da Terra», а в 2009 году — «Raiç / Raízes». В оба эти альбома входят песни на мирандском языке — втором официальном языке Португалии Эти записи были высоко оценены португальскими музыкальными критиками.
Роберту Леал записал более трёхсот песен. Он является одним из авторов гимна футбольного клуба Португеза-Деспортос из Сан-Паулу.
В 2011 году Роберту Леал снялся в португальском комедийном сериале «Último a Sair». В том же году он выпустил автобиографию под названием «Мои горы», опубликованную как в Бразилии, так и в Португалии.
В 2018 году Роберту Леал баллотировался в депутаты штата Сан-Паулу от Бразильской рабочей партии, получил 8 273 голосов  (0,04%) и не был избран.

## Болезнь и смерть
В январе 2019 года Леал признался, что борется с меланомой в течение двух лет. Из-за метастазов в глазах он частично потерял зрение. Роберту Леал умер 15 сентября 2019 года в возрасте 67 лет. Причиной смерти стала злокачественная меланома, вызвавшая гепаторенальный синдром, а также осложнения от аллергической реакции на химиотерапевтические препараты. Сын Леала Родригу, также музыкант, рассказал, что семья сообщила Роберту о серьёзности болезни незадолго до смерти. По словам Родригу, это продлило жизнь его отца, так как тот не переставал работать из-за болезни.

## Дискография
- 1973 — Arrebita
- 1974 — Lisboa Antiga
- 1975 — Minha Gente
- 1976 — Carimbó Português
- 1977 — Rock Vira
- 1978 — Terra da Maria
- 1979 — Senhora da Serra
- 1980 — Obrigado Brasil
- 1981 — A Banda Chegou
- 1982 — Foi Preciso Navegar
- 1983 — Férias em Portugal
- 1984 — Baile dos Passarinhos
- 1985 — Um Grande Amor
- 1986 — Dá cá um Beijo
- 1987 — Como é Linda Minha Aldeia
- 1988 — A Fada dos Meus Fados
- 1989 — Em Algum Lugar
- 1990 — Quem Somos Nós
- 1991 — Gosto de Sal
- 1992 — Rumo ao Futuro
- 1992 — Romantismo de Portugal
- 1993 — Raça Humana
- 1994 — Vozes de Um Povo
- 1995 — Festa da Gente
- 1995 — Canções da minha Vida
- 1996 — O Poder da Fé, o Milagre de Sto. Ambrósio
- 1996 — Alma Minha
- 1996 — Refazendo História
- 1997 — Português Brasileiro
- 1998 — Forrandovira
- 1999 — Roberto Canta Roberto
- 2000 — O Melhor de...
- 2001 — Vira Brasil
- 2002 — Reencontro
- 2003 — Folclore I
- 2003 — Folclore II
- 2003 — Sucessos de Verão
- 2003 — Marchas Populares
- 2003 — Místico
- 2003 — Fadista
- 2003 — Canto a Portugal
- 2003 — Romântico
- 2003 — Brasileiro
- 2004 — De Jorge Amado a Pessoa
- 2005 — Alma Lusa
- 2006 — Sucessos da Minha Vida
- 2007 — Canto da Terra
- 2009 — Raiç/Raízes
- 2010 — Vamos Brindar!
- 2014 — Obrigado Brasil!
- 2016 — Arrebenta a Festa